# Refrigeració regenerativa
|  | Per a altres significats, vegeu «Refrigeració regenerativa (astronàutica)». |

La refrigeració regenerativa és un mètode de refredament de gasos en el qual el gas comprimit es refreda permetent-li expandir-se i, per tant, prenent calor de l'ambient. Llavors el gas expandit passa a través d'un intercanviador de calor, on refreda el gas comprimit que entra.

## Ciclies regeneratius
- Cicle de Stirling
- Gifford-McMahon
- Vuillemier

## Història
El 1857 Siemens va introduir el concepte de refrigeració regenerativa amb el cicle de Siemens. El 1895, l'anglès William Hampson i l'alemany Carl von Linde van desenvolupar i patentar independentment el cicle de Hampson-Linde per liquar aire fent servir el procés d'expansió de Joule-Thomson i la refrigeració regenerativa. El 10 de maig de 1898, James Dewar va fer servir la refrigeració regenerativa per esdevenir el primer a liquar hidrogen.